# Oster
Pour les articles homonymes, voir Oster (homonymie).
Oster (en ukrainien : Остер) ou Ostior (en russe : Остёр) est une ville de l'oblast de Tchernihiv, en Ukraine. Sa population s'élevait à 6 000 habitants.

## Géographie
Oster est située au point de confluence de la rivière Oster et de la Desna, à 68 km au sud-ouest de Tchernihiv et à 59 km au nord-est de Kiev.

## Histoire
Oster est fondée en 1098 par Vladimir II Monomaque comme une forteresse de la principauté de Pereïaslav du nom de Gorodets. Son fils, le prince Iouri Dolgorouki, en hérite par la suite. En 1240, elle est détruite par l'invasion mongole, puis reste en ruines pendant un siècle. Après la destruction de la forteresse, le village de Starym Ostrom ou Starogorodkoy se développe. Au début du XIVe siècle, un nouveau village nommé Oster est fondé plus près de la rivière Desna.

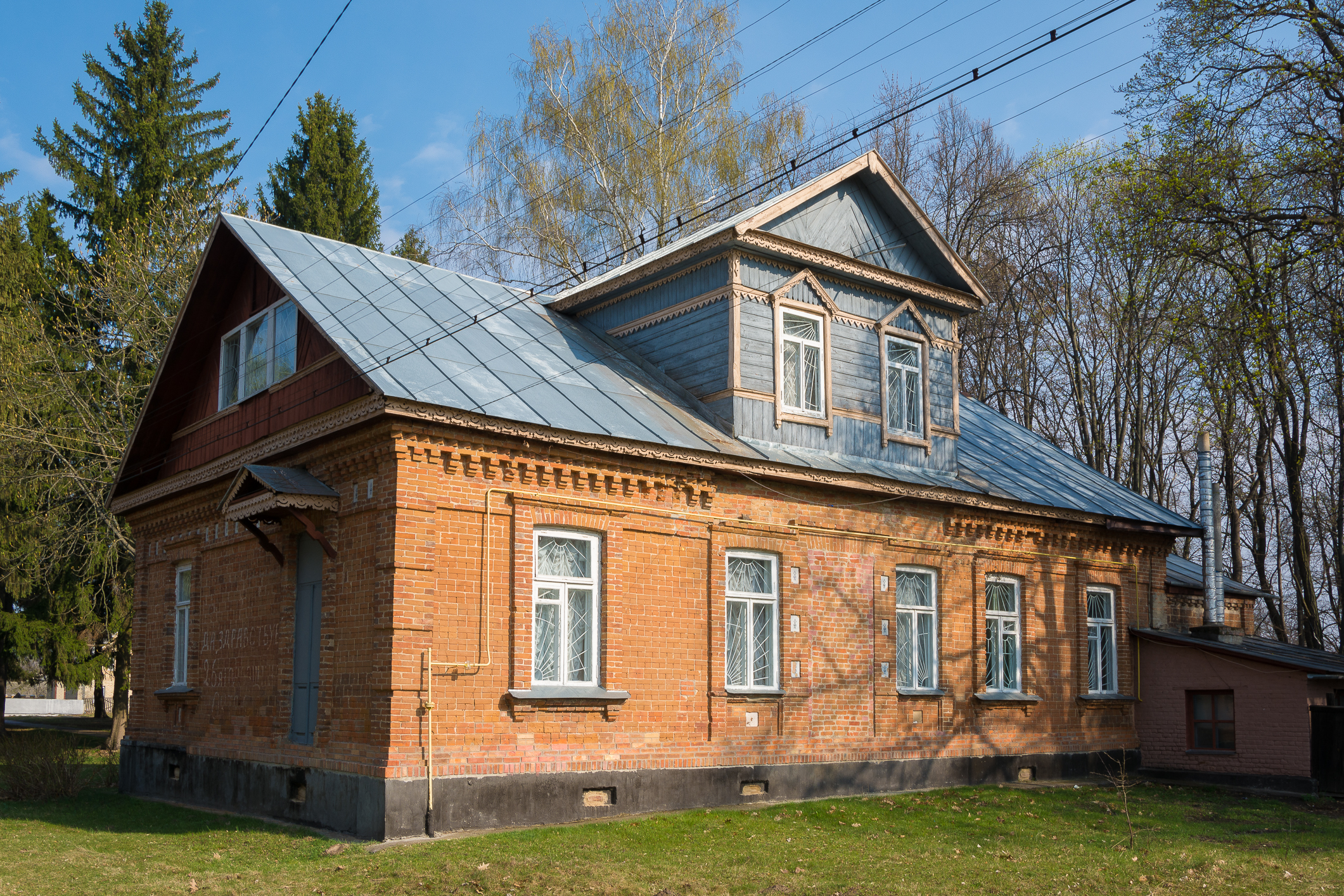
Son musée local d'histoire classé.

À partir de 1356, Oster est d'abord sous la domination du Grand-duché de Lituanie, puis sous celle de l'Union de Lublin. En 1569, Oster intègre la république des Deux Nations (Pologne-Lituanie). En 1622, le roi Jean II Casimir accorde à Oster le droit de Magdebourg et des armoiries. En 1648, elle fait partie d'un ouïezd (district) du régiment de Pereïaslav. En 1654, Oster passe sous la domination de l'Empire russe. Après les rudes batailles de la guerre pour l'indépendance ukrainienne, Oster repasse sous la souveraineté polonaise, mais en février 1664, avec l'appui de la population locale, les Polonais sont repoussés par les Cosaques et les Russes. En 1803, la ville devient le siège d'un ouïezd du gouvernement de Tchernigov.
Aujourd'hui, Oster est un port fluvial avec une usine textile de coton et des industries alimentaires. Certaines parties de l'ancienne forteresse et les restes de la petite église Saint-Michel, construite en 1098, ont heureusement été préservés.

## Population
Recensements (*) ou estimations de la population :
| 1897* | 1923* | 1926* | 1939* | 1959* | 1970* |
| ----- | ----- | ----- | ----- | ----- | ----- |
| 5 370 | 7 075 | 6 842 | 6 400 | 7 058 | 8 534 |

| 1979* | 1989* | 2001* | 2012  | 2013  | 2014  |
| ----- | ----- | ----- | ----- | ----- | ----- |
| 8 471 | 8 426 | 7 194 | 6 289 | 6 339 | 6 295 |